# ولفگانگ یو. درسلر
ولفگانگ یو. درسلر  (به انگلیسی: Wolfgang U. Dressler؛ زادهٔ ۲۲ دسامبر ۱۹۳۹) استاد زبان‌شناسی اتریشی در دانشگاه وین است. وی یک محقق است که در زمینه های مختلف زبان‌شناسی، به ویژه واج شناسی، ریخت شناسی،  زبان شناسی متن، زبان شناسی بالینی و رشد زبان کودک مشارکت داشته است. وی نمایندهٔ «نظریهٔ طبیعی بودن» است.